# Isabel Santos
Maria Isabel Coelho Santos (ur. 12 lutego 1968 w Valbom w gminie Gondomar) – portugalska polityk, urzędniczka państwowa i samorządowa, działaczka Partii Socjalistycznej, posłanka do Zgromadzenia Republiki, deputowana do Parlamentu Europejskiego IX kadencji.

## Życiorys
Absolwentka stosunków międzynarodowych, kształciła się następnie w zakresie socjologii. Pracowała w administracji miejscowości Matosinhos, m.in. jako dyrektor departamentu.
Zaangażowała się w działalność polityczną w ramach Partii Socjalistycznej, objęła w niej funkcję zastępczyni sekretarza krajowego. W latach 2005–2009 sprawowała mandat posłanki do portugalskiego parlamentu. W latach 2009–2011 była przedstawicielem rządu w dystrykcie Porto. W latach 2009–2013 wchodziła w skład władz wykonawczych miejscowości Gondomar. W 2011 i 2015 ponownie wybierana na deputowaną do Zgromadzenia Republiki. W 2019 uzyskała natomiast mandat eurodeputowanej IX kadencji.